# Peruviaanse presidentsverkiezingen 1890
Uit de Peruviaanse algemene verkiezingen van 1890 kwam Remigio Morales Bermúdez voort als winnaar. Hij was kandidaat voor de Constitutionele Partij. Zijn termijn als president van Peru ging in op 10 augustus 1890 en eindigde op 1 april 1894, toen hij tijdens zijn ambt overleed. Hij werd korte tijd opgevolgd door Justiniano Borgoño, totdat Andrés Avelino Cáceres het presidentschap overnam na de winst tijdens de verkiezingen van 1894.

## Uitslag
| Partij                 | Kandidaat                | Stemmen | %      |
| ---------------------- | ------------------------ | ------- | ------ |
| Constitutionele Partij | Remigio Morales Bermúdez | 2 899   | 67,96% |
| Burgerpartij           | Francisco Rojas          | 1 315   | 30,82% |
| Burgerpartij           | Manuel González Prada    | 52      | 1,22%  |
| Geldige stemmen        |                          | 4 266   | 100%   |
| Ongeldige en blanco    |                          | 24      |        |
| Totaal                 |                          | 4 290   |        |